# Anton van Croÿ-Chimay
Anton van Croÿ (na 1455 - 1546), heer van Sempy, was een edelman uit het huis Croÿ in dienst van het huis Habsburg.

## Biografie
Anton was een jongere zoon van Filips van Croÿ en is wellicht vernoemd naar zijn grootoom Anton van Croÿ.
Vanaf april 1513 werd hij gouverneur van de vestingplaats Le Quesnoy. Vanaf 1516 werd hij ridder in de Orde van het Gulden Vlies en kamerheer van keizer Karel V.
Vervolgens werd hij opperkamerheer bij Karels broer Ferdinand toen die koning van Hongarije werd, en in 1530 bij hun beider zuster Maria van Hongarije toen die landvoogdes van de Nederlanden werd.
Anton was een van de eerste leden van de in 1531 nieuw opgerichte Raad van State. In de periode 1533-1535 werd hem de herstelling van de door de Sint-Felixvloed en de Allerheiligenvloed beschadigde dijken toevertrouwd.

## Huwelijken en kinderen
Anton trouwde in 1508 met Louise van Luxemburg (†1518), dochter van Jacobus I van Luxemburg-Richebourg. Zij hadden één zoon: Jacob (1508-1587), die de stamvader zou worden van de familietakken Croÿ-Solre en Croÿ-Havré.
Nadien hertrouwde hij nog met Anna van der Gracht, vrouwe van Leeuwergem en Stavele en burggravin van Veurne. Zij hadden één dochter, Anna, die in 1539 zou trouwen met Maarten van Horne.

## Voorouders
| Voorouders van Anton van Croÿ-Chimay | Voorouders van Anton van Croÿ-Chimay                                | Voorouders van Anton van Croÿ-Chimay                                | Voorouders van Anton van Croÿ-Chimay                                | Voorouders van Anton van Croÿ-Chimay                                | Voorouders van Anton van Croÿ-Chimay                                            | Voorouders van Anton van Croÿ-Chimay                                            | Voorouders van Anton van Croÿ-Chimay                                                  | Voorouders van Anton van Croÿ-Chimay                                                  |
| ------------------------------------ | ------------------------------------------------------------------- | ------------------------------------------------------------------- | ------------------------------------------------------------------- | ------------------------------------------------------------------- | ------------------------------------------------------------------------------- | ------------------------------------------------------------------------------- | ------------------------------------------------------------------------------------- | ------------------------------------------------------------------------------------- |
| Overgrootouders                      | Jan I van Croÿ (1365-1415) ∞ Margaretha van Craon (1368-1420)       | Jan I van Croÿ (1365-1415) ∞ Margaretha van Craon (1368-1420)       | Simon III van Lalaing (1370-1415) ∞ Isabella van Barbançon (-1415)  | Simon III van Lalaing (1370-1415) ∞ Isabella van Barbançon (-1415)  | Frederik II van Moers-Saarwerden (1385-1448) ∞ Engelberta van Kleef (1390-1458) | Frederik II van Moers-Saarwerden (1385-1448) ∞ Engelberta van Kleef (1390-1458) | Steven van Simmern en Zweibrücken (1385-1459) ∞ Anna van Hohen-Geroldseck (1395-1439) | Steven van Simmern en Zweibrücken (1385-1459) ∞ Anna van Hohen-Geroldseck (1395-1439) |
| Grootouders                          | Jan II van Croÿ (1400-1473) ∞ Maria van Lalaing (1413-1474)         | Jan II van Croÿ (1400-1473) ∞ Maria van Lalaing (1413-1474)         | Jan II van Croÿ (1400-1473) ∞ Maria van Lalaing (1413-1474)         | Jan II van Croÿ (1400-1473) ∞ Maria van Lalaing (1413-1474)         | Vincent van Moers-Saarwerden (1420-1499) ∞ Anna van Simmern (-)                 | Vincent van Moers-Saarwerden (1420-1499) ∞ Anna van Simmern (-)                 | Vincent van Moers-Saarwerden (1420-1499) ∞ Anna van Simmern (-)                       | Vincent van Moers-Saarwerden (1420-1499) ∞ Anna van Simmern (-)                       |
| Ouders                               | Filips van Croÿ (1434-1482) ∞ Walburga van Moers-Saarwerden (1440-) | Filips van Croÿ (1434-1482) ∞ Walburga van Moers-Saarwerden (1440-) | Filips van Croÿ (1434-1482) ∞ Walburga van Moers-Saarwerden (1440-) | Filips van Croÿ (1434-1482) ∞ Walburga van Moers-Saarwerden (1440-) | Filips van Croÿ (1434-1482) ∞ Walburga van Moers-Saarwerden (1440-)             | Filips van Croÿ (1434-1482) ∞ Walburga van Moers-Saarwerden (1440-)             | Filips van Croÿ (1434-1482) ∞ Walburga van Moers-Saarwerden (1440-)                   | Filips van Croÿ (1434-1482) ∞ Walburga van Moers-Saarwerden (1440-)                   |
| Anton van Croÿ-Chimay (1460-1546)    |                                                                     |                                                                     |                                                                     |                                                                     |                                                                                 |                                                                                 |                                                                                       |                                                                                       |